# Kreativum
Kreativum är ett vetenskapscentrum i Karlshamns kommun, Blekinge. Kreativum startades av en ideell förening med uppfinnare: "Kreativt och Tekniskt Forum". 1999 invigdes Kreativum av kung Carl XVI Gustaf.  
Kreativum verkar för upplevelsebaserat lärande, dels med interaktiv utställning dels med pedagogiska program. Naturvetenskap och teknik finns i fokus, men även innovationer och lekfullt lärande. På Kreativum kan man titta på pedagogiska filmer i en MegaDome biograf, en av två i Sverige.
Fortfarande ägs detta science center av den ideella föreningen vars medlemmar också arbetar aktivt i verksamheten som volontärer. Man möter dem främst under helger i anläggningen då de finns till hands för besökarna.

## Bildgalleri

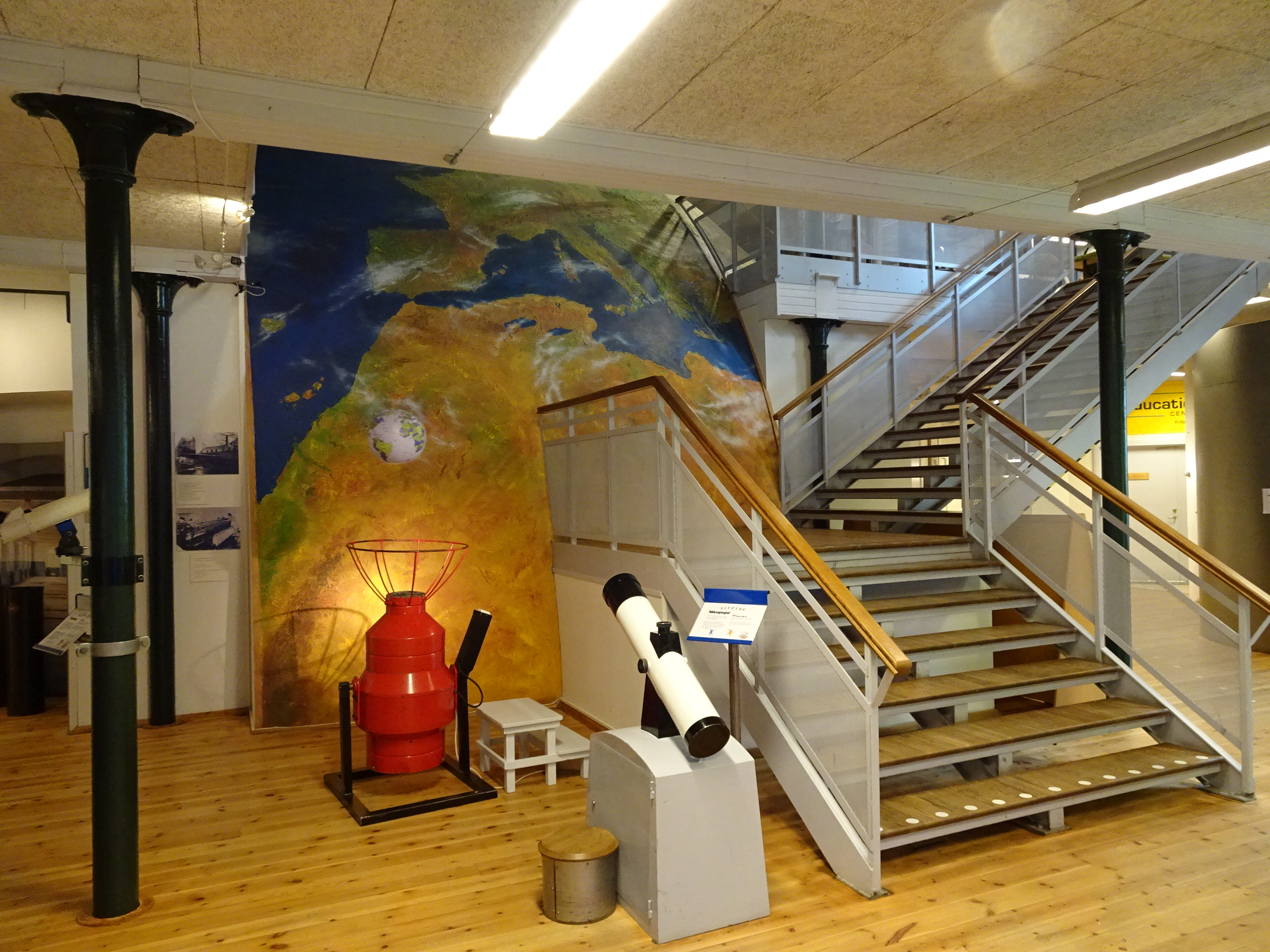
Kreativum, interiör
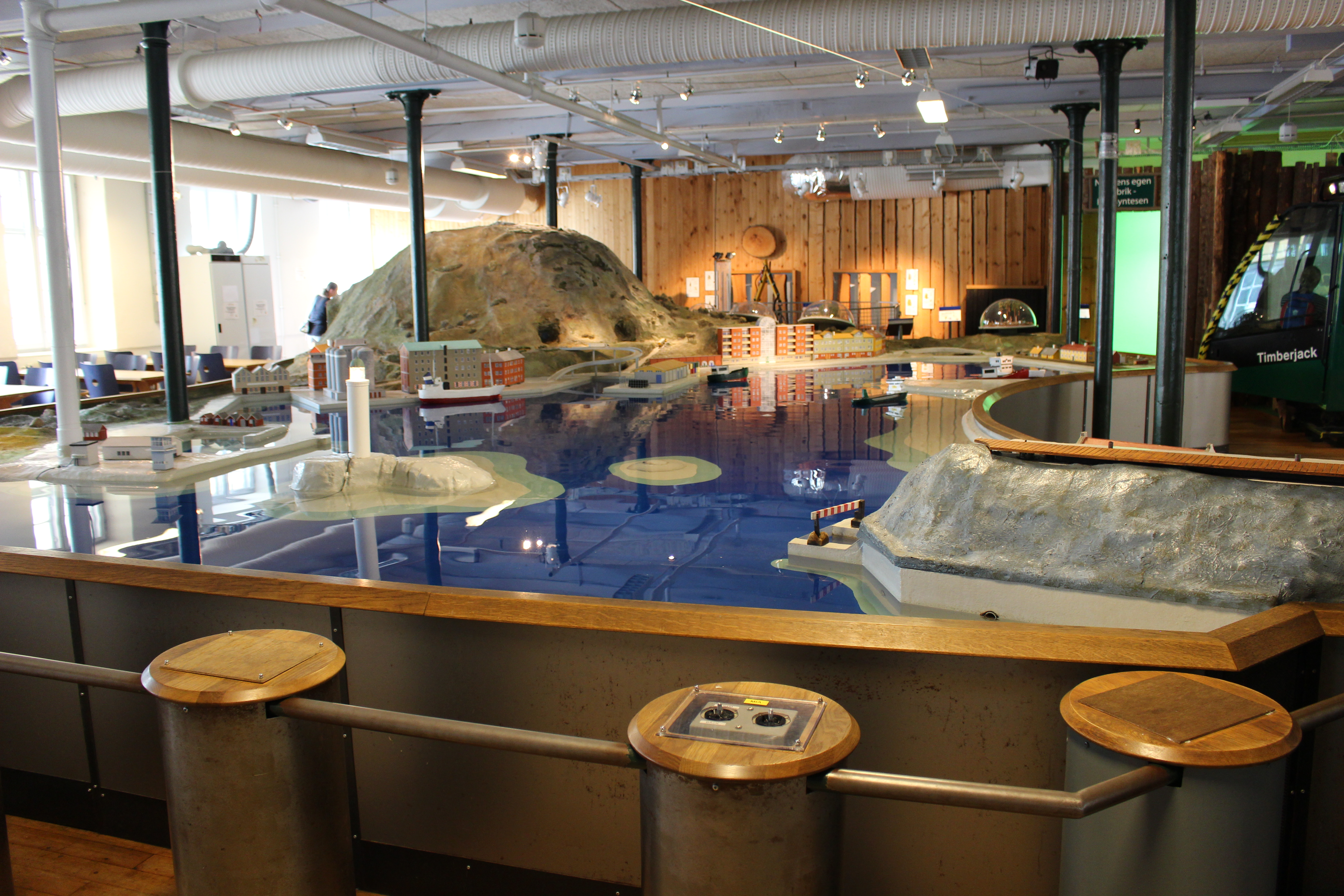
Vattenland med båtar
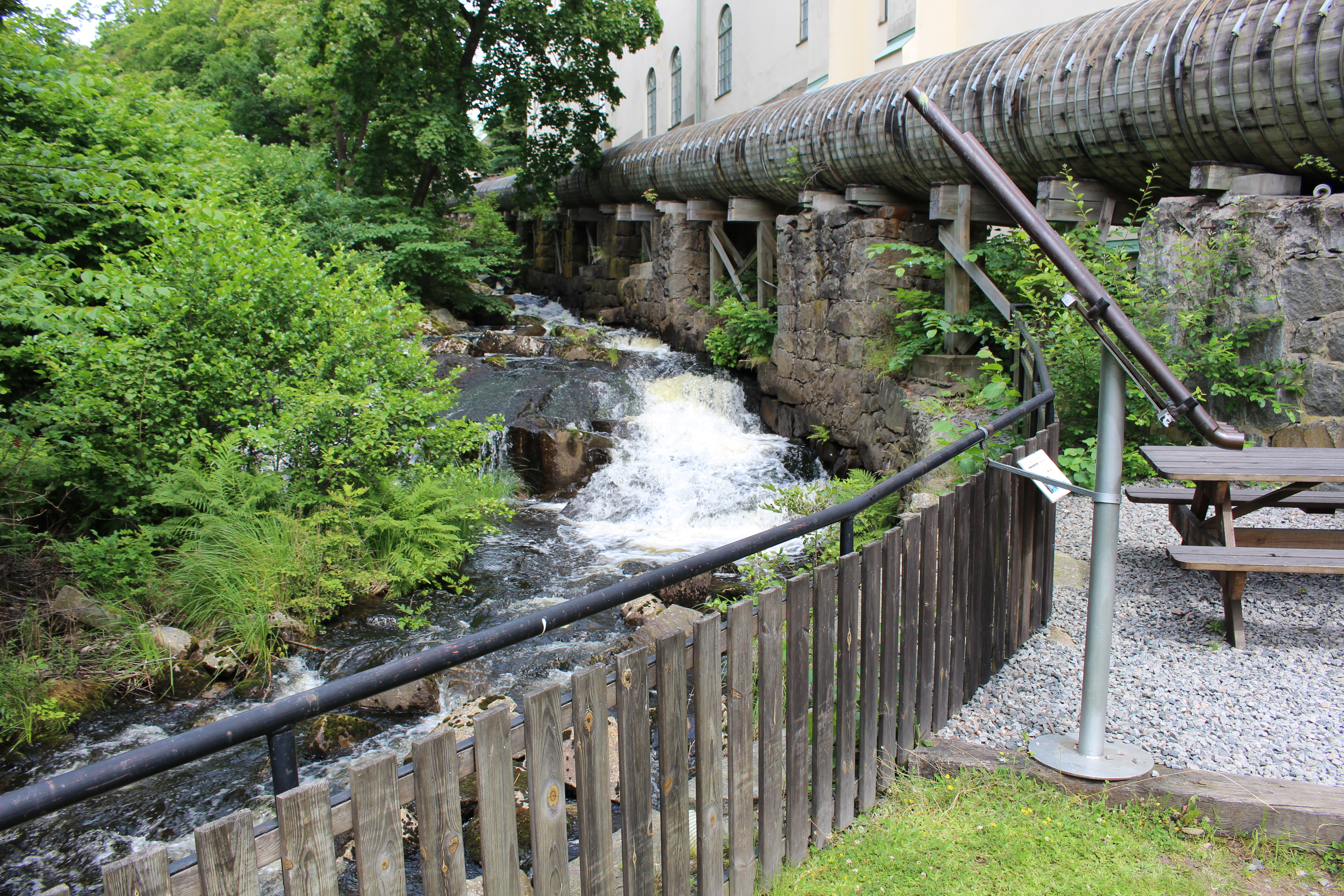
Mieån forsar förbi
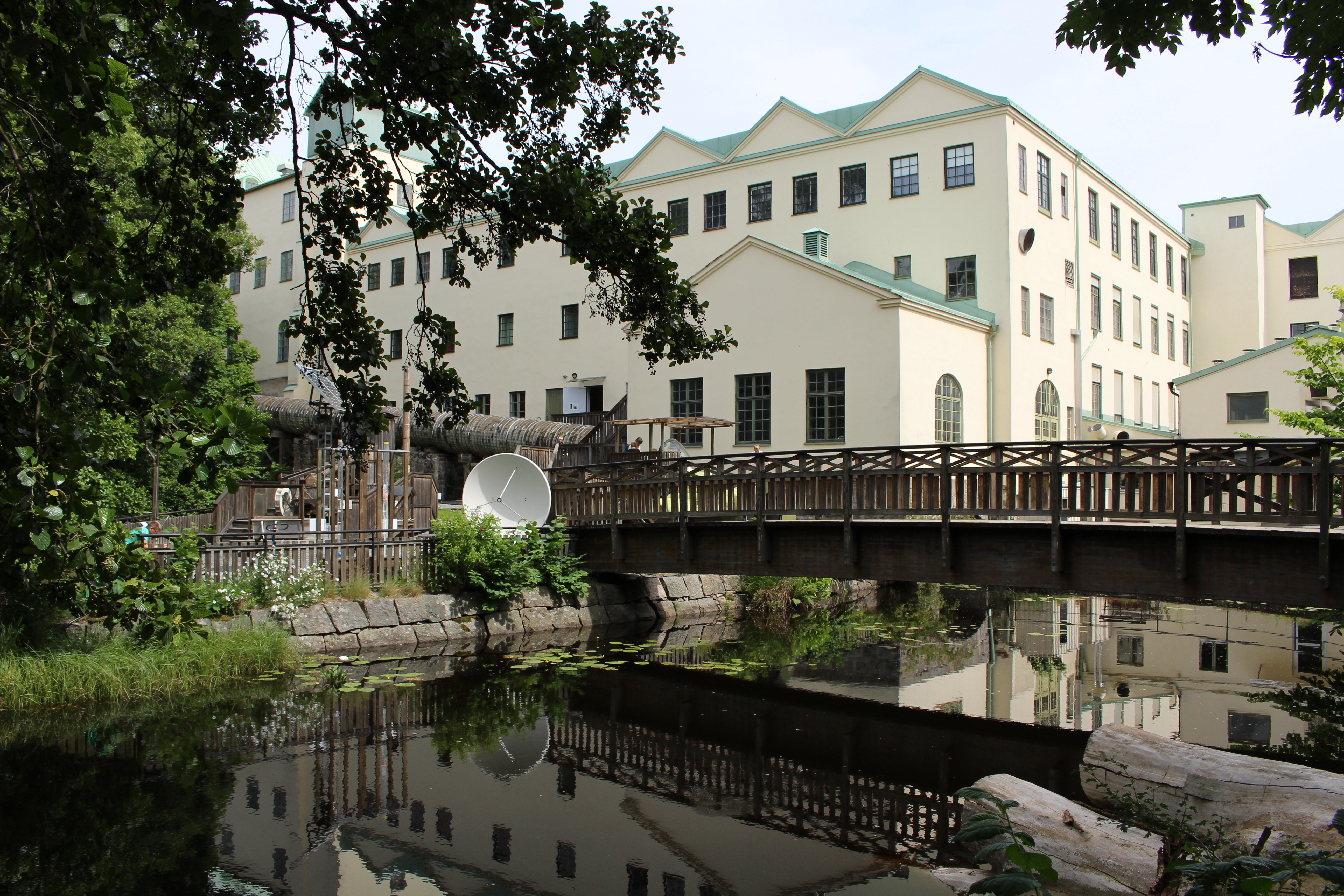
Kreativum från trädgården
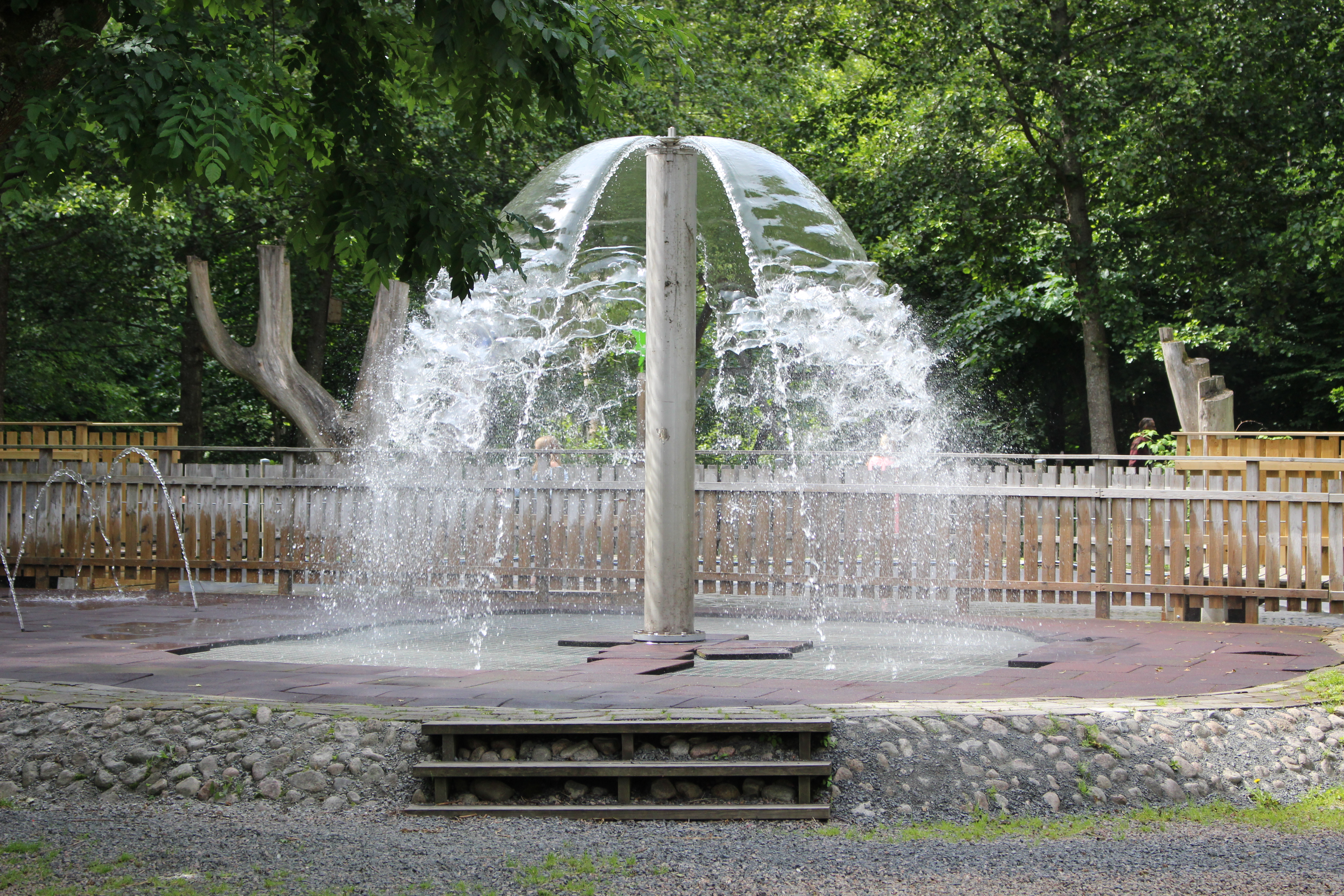
Fontän